# 경계색
경계색(警戒色, 영어: aposematism, warning coloration) 또는 경고색(警告色)은 일부러 눈에 잘 띄는 색상으로 적을 위협하는 보호색으로, 만약 먹혔을 경우 포식자와 먹잇감 양쪽 다 해가 될 것이라는 것에 대한 경고를 띄고 있다.
이를테면 무당벌레의 빨간색 몸통은 식물 잎사귀 위에서 눈에 띄는데, 이는 곤충을 잡아먹는 새들에게 위협감을 준다. 왜냐하면 새들은 경험을 통해 무당벌레가 노란색의 불쾌한 체액을 갖고 있다는 것을 알고 있기 때문이다. 애벌레 시기에 먹은 먹이식물의 영향으로, 몸속에 독을 품고 있는 왕나비도 화려한 무늬로 적을 위협한다.
천적의 종류에 따라 경계색이 위험을 모면하게 해주지 못하는 경우도 있어서, 무당벌레의 경우 천적인 거미나 침노린재 또는 사마귀에게 잡아먹히는 경우도 있다. 하지만 새들에게는 경계색이 효과가 있어서 들새가 잡아먹는 곤충 중에서 무당벌레가 차지하는 비율은 극히 낮다.
포식자들에게 전혀 위협이 되지 않는데도 경계색을 띈 생물을 의태한 다른 생물도 있다.

## 사진

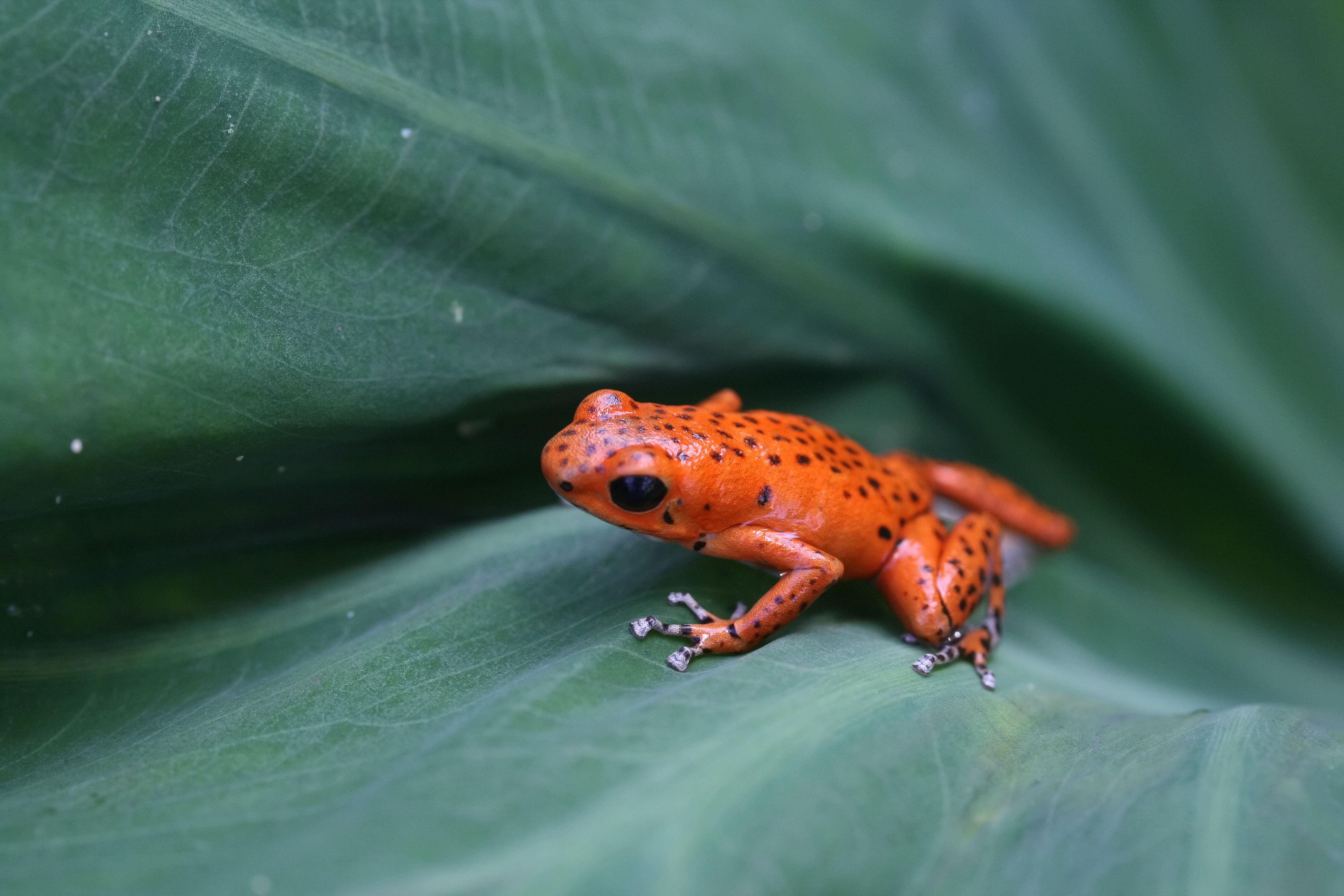
화살독개구리의 일종(Oophaga pumilio)
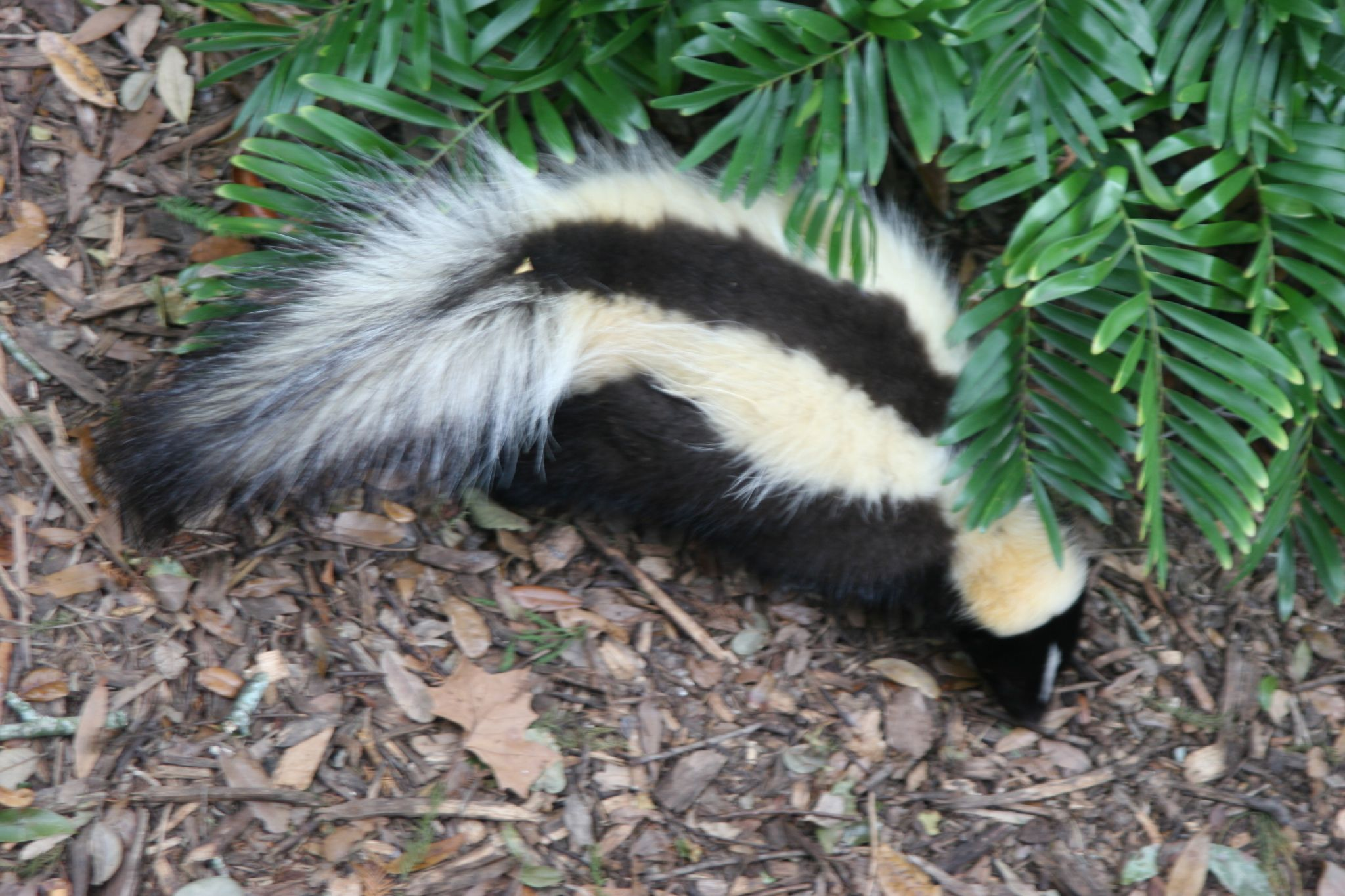
스컹크(Mephitis mephitis)
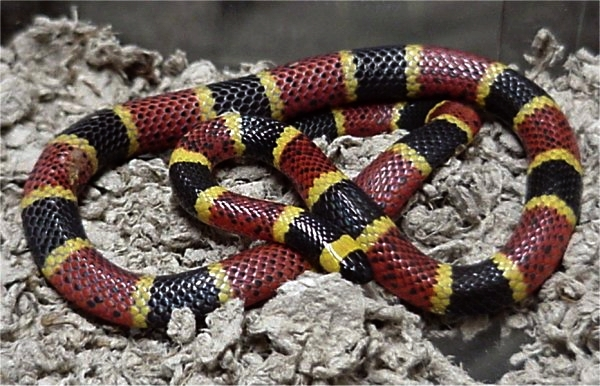
텍사스산호뱀(Micrurus tener)은 강한 신경독을 지니고 있다.
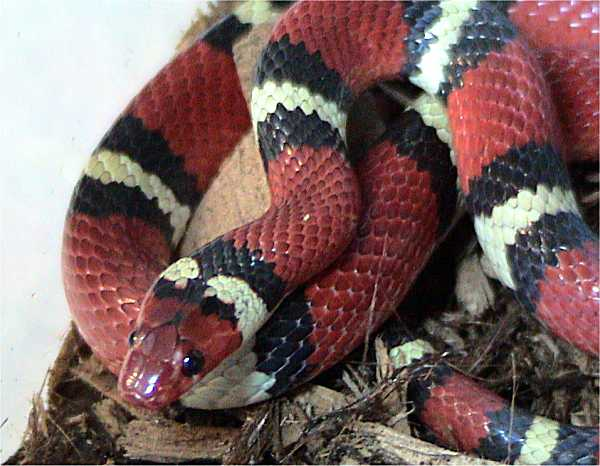
주홍왕뱀(Lampropeltis triangulum elapsoides)은 독이 없지만 산호뱀과 무늬가 비슷하다.
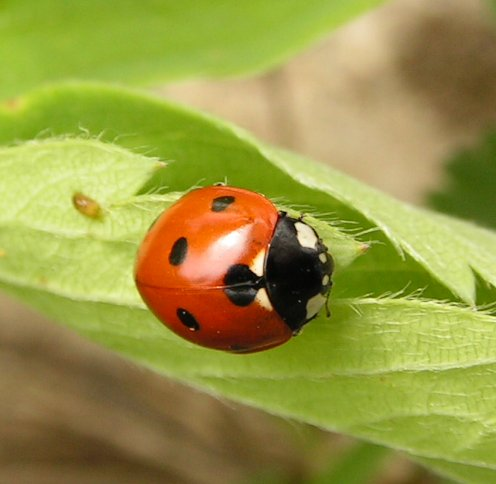
칠성무당벌레(Coccinella septempunctata)